# Black Watch (Schiff, 1939)
Die Black Watch war ein norwegisches Kombischiff, das im Zweiten Weltkrieg vom deutschen Heer und danach von der Kriegsmarine als Wohnschiff genutzt wurde.

## Kombischiff
Das Schiff lief am 16. Juni 1938 auf der Werft Akers Mekaniske Verksted in Oslo mit der Baunummer 474 vom Stapel. Es war 117,58 m lang und 16,15 m breit, hatte 5,64 m Tiefgang und war mit 5035 BRT und 3431 NRT vermessen. Es hatte je einen Mast mit Ladegeschirr vorn und achtern und einen Schornstein. Die Antriebsanlage bestand aus zwei 9-Zylinder-2-Takt-Dieselmotoren von Akers Mekaniske Verksted mit zusammen 5600 PS, die über zwei 4-flügelige Schrauben eine Geschwindigkeit von 18 Knoten ermöglichten. Das Schiff hatte eine Tragfähigkeit von 2938 Tonnen und Raum für 290 Passagiere. Die Besatzung bestand aus etwa 75 Mann.
Die Black Watch wurde Anfang 1939 von der A/S Ganger Rolf (Fred Olsen Line) in Oslo in Dienst gestellt und bediente, ebenso wie ihr im Dezember 1937 vom Stapel gelaufenes Schwesterschiff Black Prince, die Strecke Oslo-Kristiansand-Newcastle. Die Black Watch unternahm allerdings nur noch wenige Fahrten, denn beim Ausbruch des Zweiten Weltkriegs im September 1939 wurden beide Schiffe im Lofjord aufgelegt.

## Heeres-Wohnschiff
Nach der deutschen Besetzung Norwegens wurde die Black Watch am 28. April 1940 von der Wehrmacht in Besitz genommen. Sie diente danach, meist im Kåfjord liegend, ab 19. September 1940 und bis zum 26. Juli 1942 als Wohn- und Kommandoschiff für den Stab des Generals der Gebirgstruppe Eduard Dietl, Kommandierender General des Gebirgskorps Norwegen und ab Januar 1942, nachdem er im August die Verantwortung für ganz Nord-Norwegen von Helgeland bis Kirkenes übernommen hatte, Oberbefehlshaber der Armee Lappland.

## Kriegsmarine-Hilfsschiff
Danach wurde das Schiff, das bis dahin von einer norwegischen Rumpfbesatzung bedient worden war, von der Kriegsmarine übernommen, in Narvik zum U-Boot-Wohn- und Depotschiff umgerüstet, mit einer deutschen Besatzung versehen und ab 1943 als Wohn- und Depotschiff für im Nordmeer operierende U-Boote in Hammerfest eingesetzt. Zuvor sind mindestens fünf Havarien des Schiffs bekundet: 26. März 1941 Kollision mit einem Eisbrecher im Kåfjord; 19. August 1942 auf Grund gelaufen im Hafen von Tromsø; 2. Oktober 1942 Kollision mit der deutschen Triton im Sør-Skjomen, einem südlichen Seitenarm des Ofotfjords bei Narvik; 9. November 1942 Kollision mit der norwegischen Sardinia (1975 BRT) in Narvik; 16. November 1942 Kollision mit der norwegischen Transport in Hammerfest.

## Versenkung
Am 4. Mai 1945 lag die Black Watch im Südosten der Kilbotnbucht bei Harstad, wohin die Kriegsmarine im Herbst 1944 ihren zuvor in Hammerfest betriebenen U-Boot-Stützpunkt verlegt hatte. Eine britische Kampfgruppe unter Rear Admiral Rhoderick McGrigor lief am 1. Mai von Scapa Flow zu einem Vorstoß (Operation Judgement) gegen den deutschen Schiffsverkehr westlich von Narvik und auf den Stützpunkt Kilbotn aus. Die Kampfgruppe bestand aus den drei Geleitträgern Searcher, Queen und Trumpeter, den Kreuzern Norfolk und Diadem sowie sieben Zerstörern. Drei Staffeln des Fleet Air Arm der Royal Navy waren auf den drei Trägern stationiert.
Am Nachmittag des 4. Mai flogen 16 Torpedobomber des Typs Grumman Avenger und 28 ebenfalls mit Bomben bewaffnete Jagdflugzeuge vom Typ Grumman F4F Wildcat einen Angriff auf Kilbotn. Das deutsche U-Boot U 711 war etwa zwei Stunden zuvor nach einer Feindfahrt im Seegebiet vor Murmansk bei der Black Watch längsseits gegangen, und abgesehen von einer zehn Mann starken Wache und dem Kommandanten, Kapitänleutnant Hans-Günther Lange, war die Besatzung bereits auf die Black Watch gegangen, als die angreifenden Flugzeuge um 17:00 Uhr im Tiefflug von Westen über der Bucht erschienen. Die Black Watch erhielt in kurzer Zeit sieben Bombentreffer und sank brennend und nach Explosion in zwei Teile zerbrochen innerhalb sehr kurzer Zeit. Von ihrer über 200 Mann starken Besatzung konnten nur wenige gerettet werden, und die bereits auf sie übergesetzten 40 Mann von U 711 kamen ebenfalls ums Leben. Die elf noch auf dem U-Boot befindlichen Männer konnten ihr Boot zwar während des Angriffs noch losmachen, aber das Boot sank dann doch unweit der Black Watch durch die Druckwirkung von etwa fünf Nahtreffern. Die elf Mann konnten gerettet werden.
Auch das etwa 200 m weiter westlich in der Bucht liegende 860-BRT-Versorgungsschiff Senja wurde versenkt. Das am Westufer der Bucht dicht unter Land liegende Flakschiff Thetis hingegen überlebte den Angriff unbeschadet, vermutlich da es wegen seiner Lage kein leichtes Angriffsziel bot.

## Das Wrack
Das Wrack der Black Watch liegt auf Position 68° 43′ 11″ N, 16° 34′ 9″ O in etwa 40 m Tiefe in 90° Seitenlage auf dem sandigen Grund der Bucht und kann betaucht werden; die Wrackoberkante befindet sich etwa 18 m unter der Wasseroberfläche.